# Galeropsis andina
Galeropsis andina är en svampart som beskrevs av Singer 1963. Galeropsis andina ingår i släktet Galeropsis och familjen Bolbitiaceae.   Inga underarter finns listade i Catalogue of Life.